# Чёрный Принц (танк)
Пехотный танк A43 (англ. Tank, Infantry A43), также известный как «Чёрный Принц» (англ. Black Prince) — британский опытный пехотный танк периода Второй мировой войны. Был создан в 1943—1945 годах на основе танка «Черчилль», от которого отличался увеличенной шириной корпуса, необходимой для размещения новой башни с более мощной пушкой QF 17 pounder. Несмотря на значительное усиление вооружения, рост массы из-за увеличения размеров привёл к резкому падению подвижности и без того не отличавшейся высокими ходовыми качествами машины. В 1944—1945 годах было изготовлено 6 прототипов «Чёрного Принца», несколько из которых в мае 1945 года были направлены на фронт для войсковых испытаний, однако в боевых действиях эти машины принять участия уже не успели. Планировалось в мае — июне того же года заказать 300 экземпляров танка, однако к тому времени на испытания поступили и прототипы перспективного танка «Центурион», в связи с чем дальнейшие работы по «Чёрному Принцу», утратившие актуальность с окончанием боевых действий в Европе, были прекращены.

## В массовой культуре
- В компьютерной ММО игре  World of Tanks и в мобильной, версии  World of Tanks Blitz танк Black Prince является исследуемым тяжёлым танком VII уровня.
- Также присутствует как премиумный танк IV ранга в игре War Thunder.
- Появляется в видеоигре В тылу врага 2: Штурм за фракцию Содружества, как самый дорогой из британских танков.